# 苏军北方集群
苏军北方集群（英語：Northern Group of Forces，NGF）是苏联武装力量在波兰人民共和国的驻军的总称，存在于1945-1993年。

## 历史
苏军北方集群于1945年5月29日由苏联最高统帅部第11096号令决议建立，用于控制苏军在波兰的占领军，指挥部设在波兰莱格尼察，由战时白俄罗斯第二方面军的指挥部改编而成，1945年6月10日开始运作，其下属单位则主要来自这一方面军，不过也有一些单位来自白俄罗斯第一方面军和乌克兰第一方面军。北方集群一直存在到苏联解体后的1993年才从波兰撤出，随即解散。
北方集群的重要作用之一是监视波兰国内的政治局势。在1956年、1970年、1981年波兰的多次政治动荡中均发挥了作用。其同样参与了1968年华约组织对捷克斯洛伐克实施的武装干涉。这一集群的单位也会参加在东德或波兰境内定期举行的代号为“西方”的华约武装力量联合军事演习。
最初北方集群拥有相当数量的兵力（共3個方面軍、1个步兵军、1个骑兵军、4个坦克军），然而到1955年，伴随着苏军部队的裁军、后撤和缩编，其兵力已被缩减为3个步兵师（第18、26、27）、1个机械化师（第26）和1个坦克师（第20）。根据1956年波兰和苏联达成的协议，苏军在波兰驻军的人数被进一步限制为66000人，所以此后的北方集群仅仅拥有坦克师（第20）和摩步师（第6近卫）各一个。尽管兵力不多，但北方集群拥有相当数量的核武器储存库，到80年代末达到250处。
在战时，北方集群从理论上会改编为一个方面军，但由于北方集群的单位数量很少，其可能会吸收波兰人民军、苏军白俄罗斯军区和列宁格勒军区的单位。北方集群在战斗中会用于支援苏军驻德集群实施对西德、丹麦的进攻战役。

## 战斗序列
截止到1988年，苏军北方集群的战斗序列为：
- 北方集群指挥部 - 莱格尼察，波兰
- 第20坦克师 - 扎甘
- 第6近卫摩托化步兵师 - 博尔内苏利诺沃
- 第114地地导弹旅 - 莱格尼察
- 第140地空导弹旅 - 绿山城
- 第325独立地空导弹旅 - 莱格尼察
- 第55独立直升机团 - 莱格尼察
- 第83空降强击旅 - 比亚洛格勒
- 第5独立舟桥团